# 托爾坎
托爾坎（Torquay）是澳大利亞維多利亞州的一個城市，位於吉朗以南21公里處。據2011年人口普查，托爾坎有人口10,142人。

## 旅游休闲
托尔坎是大洋路（Great Ocean Road）的起点，每年有超过250万游客从这里开始游览大洋路的旅程。此外托尔坎还是一座有着浓郁冲浪文化和气息的城市，被誉为澳大利亚的“冲浪之都”，澳大利亚最著名的两个冲浪用品品牌 Ripcurl 和 Quiksilver 均发源于此。贝尔斯海滩（Bells Beach）是托尔坎最著名的冲浪海滩，风大浪高，非常适合冲浪，一年一度的 Rip Curl Pro 世界冲浪锦标赛就在这里举行。托尔坎的冲浪文化还包括了托尔坎冲浪学校（Torquay Surfing Academy）和澳大利亚国家冲浪博物馆（Australian National Surfing Museum）。

## 外部連結
- Torquay （页面存档备份，存于） - Official government tourism organization
- Torquay Surf Live Saving Club （页面存档备份，存于）
- Torquay,Jan Juc,Bells Beach Visitor Guide - JanJuc.com.au